# The Scorch Trials
The Scorch Trials (titulado Las pruebas en España y Maze Runner: Prueba de fuego en Hispanoamérica) es el segundo libro de la saga Maze Runner, secuela de la primera novela publicada en 2009, The Maze Runner. Se trata de literatura juvenil de distopía y ciencia ficción, escrita por James Dashner. La novela fue publicada el 5 de octubre por la editorial Delacorte Press.

## Trama
Después de escapar de El Laberinto, Thomas y sus compañeros duermen en un recinto desconocido, separando a Teresa del resto en otra habitación. Al despertar, la habitación está siendo atacada por un grupo de "Cranks" -humanos infectados- desde la ventana. A través de otra habitación observan que los cuerpos de sus rescatadores están ahorcados colgando del techo, ejecutados. Tras esto, van a la habitación apartada de Teresa, que no está, y allí encuentran a un chico llamado Aris. Misteriosamente, Teresa ha desaparecido o se ha ido. Él les explica que hay otro grupo llamado "Grupo B", que está conformado por chicas (Aris era el único chico), y les relata que estuvieron en un laberinto igual que ellos. Thomas se da cuenta después que Aris tiene habilidades telepáticas como Teresa. También observan que en sus espaldas está tatuado algo extraño, y en la espalda de Thomas está tatuado que debe ser asesinado por el Grupo B.
Teresa parece no reconocer a Thomas a través de la telepatía. Un hombre (Ministro Janson La Rata) aparece al día siguiente, les explica a todos que están apenas en el principio de unas nuevas pruebas. Menciona que todos tienen la enfermedad de "la llamarada", y que su objetivo es pasar por un desierto extremadamente caliente y llegar al otro extremo donde está "El Refugio" para obtener la cura. Finalmente deciden partir, pasando por una "Trans-Plana" (una especie de portal). Caminan por un pasillo oscuro. Winston es atacado por una esfera metálica pero salvado por Thomas. Al finalizar, salen del pasillo subiendo unas escaleras que los llevan a una puerta para salir al desierto.
Caminan por el desierto tratando de taparse con sábanas ya que el calor es indescriptible y la exposición al Sol quema la piel casi instantáneamente. Desde lejos se observaba un pueblo con edificaciones, y ven a dos personas acercándose a ellos. Son cranks y solo quieren ver si ellos son cranks. Después desaparecen hacia el pueblo. Minho, el "líder", plantea que deben ir al pueblo y deciden acercarse. Una noche, Thomas observa una oscura edificación y cerca de allí a una chica, que es Teresa: Thomas corre hacia ella pero esta le advierte que debe irse, dándole un beso.
Cerca de las edificaciones del pueblo, observan que es una ciudad y no un pueblo. Una tormenta se hace presente y lanza rayos que llegan al suelo. La tormenta deja herido a Minho y hace que varios mueran, incluyendo a Winston. Los restantes llegan a una edificación llena de cranks que aún no se han vuelto completamente locos. El líder, Jorge, intenta asesinar a Minho, pero Thomas le convence de que habrá una cura para su "llamarada" si lo ayudan a atravesar el desierto. Jorge acepta. El nuevo grupo incluye a Brenda, una chica a que Thomas parece gustarle. Estos dos les llevan a comer algo a un complejo de túneles subterráneos en la ciudad, donde se guardan provisiones. Mientras comen, son atacados y el techo se hunde, con lo cual el grupo se separa, haciendo que Brenda y Thomas queden solos. Preocupados, intentan correr hacia unos túneles subterráneos, pero allí encuentran unos Cranks que intentan arrancarles la nariz. Los dos se esconden, pero el líder de los Cranks les encuentra "Más Allá Del Fin". Finalmente es eliminado por Thomas con un cuchillo. Allí, Thomas se da cuenta de que Brenda se siente atraída por él, ya que se comporta de manera muy cariñosa.
Al salir de los túneles, pasan la noche en un camión. Antes de dormir, Thomas conoce más sobre Brenda y comienza a tener sentimientos hacia ella. Tras despertar, en una tabla metálica sobre la pared, puede leerse: "Thomas: tú eres el verdadero Líder". Al poco, y bajo amenazas, tres chicos les obligan a bajar a una fiesta. Allí les obligan a beber y tomar drogas, y dormidos. Blondie, El hombre que lo amenazó, empieza a hacerle una serie de preguntas, pero después Thomas y Brenda son rescatados por sus compañeros. Al salir, un tal Blondie le dispara en un hombro a Thomas y Minho elimina a Blondie. Thomas observa entre sueños y desmayos que hombres extraños lo llevan a un "Berg" (una nave), donde le curan. CRUEL interviene para curarlo porque entre sus planes no incluían que Thomas muriera por una bala oxidada: según ellos, el arma de fuego nunca debió estar allí. Cuando finalmente es curado, lo llevan de nuevo al desierto junto a sus compañeros, incluyendo también a Jorge y a Brenda.
Por el camino son rodeados por Teresa y otras chicas, y allí descubren que es el Grupo B y que buscaban a Thomas. Teresa golpea a Thomas y es conducido a su refugio por las demás chicas. Ahí descubre que Teresa es la líder, y que ha ideado matarlo para salvar a su grupo, porque supuestamente ellas morirían si no lo mataban. Thomas les explica que no sucederá nada y las chicas lo liberan: Teresa se enfada y desaparece a través de la montaña. Mientras Thomas y las demás chicas caminan hacia "El Refugio", Teresa se pone en contacto con Thomas y le explica que su agresividad es porque ha estado "actuando" durante todo el día. El duda pero acepta seguirla a duras penas; sin embargo Teresa lo obliga a avanzar ya que Aris le amenaza a su espalda con un cuchillo. Los tres avanzan y llegan a una cueva donde hay una puerta verde brillante de la que Thomas desconfía pensando que dentro hay radioactividad. Teresa y Aris se besan y le explican que tienen una relación. 
Al despertar de un sueño profundo, la puerta está abierta. Al salir encuentra a Aris y Teresa. Teresa le pide perdón, ya que todo ha sido una actuación. CRUEL había obligado a Teresa a comportarse de esa manera y que Thomas se sintiera traicionado haciéndole finalmente entrar a la puerta. Thomas no sabe si creerle, pero luego corren hacia el desierto y encuentran al Grupo A y B corriendo juntos. Minho parece no creer a Teresa, pero esta sigue insistiendo que fue una actuación. Al terminar,  llegan al "Refugio" pero quedan profundamente decepcionados porque es una tabla pegada al suelo con el letrero "Refugio". Sin embargo, en el suelo hay unas cápsulas. Adentro hay monstruos, uno para cada joven, que los atacan. Ellos pelean con los monstruos.
Tras la pelea, una tormenta amenaza con matarlos, pero aparece un Berg al que montan a duras penas. Un hombre, David, obliga a Thomas a decidir con una pistola entre sacar a Brenda o Jorge del Berg, ya que eran "infiltrados". Thomas elige a Brenda pensando que era una prueba, pero no es así. Al girarse para lanzar a Brenda por la escotilla, Thomas le ataca y le quita su pistola, amenazando al hombre. Este finalmente cierra la puerta del Berg y les dice que todo está bien y están a salvo. Finalmente los chicos son llevados a comer y bañarse, sin embargo Thomas se duerme mientras habla con Teresa sobre su traición. De pronto aparece en una habitación completamente blanca, mientras habla con Teresa telepática-mente, que le dice que ha estado ahí durante una semana porque su "llamarada" se había desarrollado en su cerebro, y ya era muy tarde. Thomas se enfada porque se siente traicionado y le dice a Teresa que no vuelva a hablarle. Esta responde diciendo: "CRUEL es bueno" y desaparece el lazo telepático.
5201215

## Personajes
Además de los personajes de la primera parte de la trilogía, estos completan el elenco en la segunda parte:
- Jorge: Jefe de los Cranks del primer edificio.
- Brenda: Aparece por primera vez en el primer edificio junto con Jorge.
- La Rata: Empleado de C.R.U.E.L. Su verdadero nombre es Janson.
- Aris: El equivalente a Teresa del grupo B.
- Harriet: La equivalente a Alby del grupo B
- Sonya: La equivalente a Newt del grupo B

## Adaptación
El 11 de octubre de 2013, 20th Century Fox confirmó tener los derechos del libro Scorch Trials (Prueba de Fuego) y confirmó estar desarrollando una adaptación de este mismo. Dylan O'brien, Kaya Scodelario, Thomas Brodie-Sangster, Ki Hong Lee y Patricia Clarkson confirmaron que repetirían sus roles de Thomas, Teresa, Newt, Minho y Ava Paige. También se contrataron a Giancarlo Esposito, Rosa Salazar, Jacob Loffland, Nathalie Emmanuel, Katherine Mcnamara y a Aidan Gillen para interpretar a nuevos personajes los de los cuales Esposito se encargaría de encarnar a Jorge, Salazar a Brenda, Loffland a Aris Jones, Emmanuel a Harriet, Mcnamara a Sonya y a Gillen a Janson "La Rata". Adicional se contrató a Lili Taylor para interpretar a Mary Cooper, un personaje exclusivo solo para la adaptación que no se presenta en los libros y también se contrató a Barry Pepper para encarnar a Vince, un personaje que solo hace su aparición en el libro The Death Cure a lo que Wes Ball respondió que querían profundizar al personaje. La adaptación se estrenó el 18 de septiembre de 2015 en los Estados Unidos.